# Atoommodel van Sommerfeld

Elliptische elektronbanen voor het hoofdkwantumgetal n=5

Het atoommodel van Sommerfeld is een door Arnold Sommerfeld en zijn assistent Peter Debye geïntroduceerde uitbreiding op het atoommodel van Bohr. In tegenstelling tot Bohrs model zijn naast cirkelvormige Bohr-banen ook ellipsvormige banen mogelijk. Voor het H-atoom en het He+-ion heeft dit geen invloed op het spectrum, omdat beide soorten schillen energetisch gelijk zijn. Voor atomen met meerdere elektronen neemt het aantal mogelijke energieniveaus echter toe. In het spectrum uit zich dit in grotere aantallen spectraallijnen.
Een baan wordt gekenmerkt door een hoofdkwantumgetal {\displaystyle n=n'+k} en nevenkwantumgetallen {\displaystyle n'} en {\displaystyle k}. Het nevenkwantumgetal {\displaystyle n'} is bepalend voor het (radiale) impulsmoment en de excentriciteit van de ellips. Voor {\displaystyle n'=0} ontstaan cirkelvormige banen. Het nevenkwantumgetal (of azimutaalgetal) {\displaystyle k} beschrijft het impulsmoment dat het waterstofelektron kan aannemen.
De bekende Hα- en Hβ-lijnen zijn het resultaat van respectievelijk de overgangen 33→22 en 42→21.
Vervangen we k door ℓ = n - k - 1 dan krijgen we n,ℓ-paren die beter aansluiten bij het atoommodel van Schrödinger waar ℓ alleen waarden kan aannemen die voldoen aan 0 ≤ ℓ < n.
Meestal wordt de ℓ-waarde met letters aangegeven, die ook zijn terug te vinden in de elektronenconfiguratie:
s (ℓ=0), p (ℓ=1), d (ℓ=2) en f (ℓ=3).
Sommerfeld stelde voor dat een elektronenschil of hoofdenergieniveau samengesteld is uit subniveaus, die alle dezelfde n-waarde hebben.
- Het aantal subniveaus in een hoofdschil is gelijk aan het nummer van die hoofdschil
- De subniveaus s, p, d en f hebben respectievelijk een maximale elektronenbezetting van 2, 6, 10 en 14, voorgesteld als s2, p6, d10 en f14

Voor een los C-atoom zou de elektronenverdeling dan zijn:
K-schil s2 en L-schil s2 p2 of kort 1s2 2s2 2p2